# Parci
Parci (en serbe cyrillique : Парци) est un village de l'est du Monténégro, dans la municipalité de Podgorica.

## Démographie

### Évolution historique de la population
| 1948 | 1953 | 1961 | 1971 | 1981 | 1991 | 2003 |
| ---- | ---- | ---- | ---- | ---- | ---- | ---- |
| 181  | 169  | 93   | 46   | 31   | 27   | 43   |